# Bahnhof Berlin-Schöneberg
Der Bahnhof Berlin-Schöneberg ist ein Berliner S-Bahnhof im gleichnamigen Ortsteil Schöneberg. Er befindet sich am Kreuzungspunkt der Ringbahn mit der Wannseebahn. In seiner heutigen Form als Turmbahnhof entstand er 1932–1933. Die Bahnhofsanlage aus jener Zeit steht unter Denkmalschutz. Ebenfalls denkmalgeschützt ist das Zugangsbauwerk von der Ebersstraße zum Ringbahnsteig, der von einem Vorgängerbau des Bahnhofs aus den Jahren 1897–1898 stammt, welcher den Namen „Ebersstraße“ trug. Auch ein angrenzendes Bahnbeamtenwohnhaus (Werdauer Weg 2), das zum in diesem Bereich liegenden ersten Schöneberger Bahnhofs aus den 1870er Jahren gehörte, steht auf der Berliner Denkmalliste.

## Erster Schöneberger Bahnhof

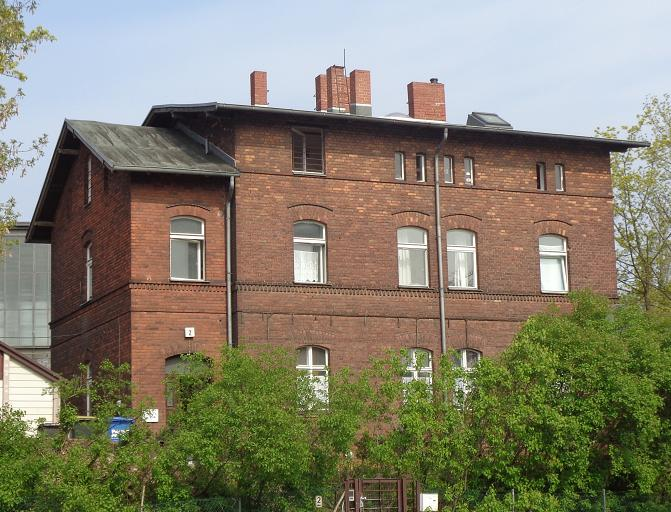
Beamtenwohnhaus des ersten Schöneberger Bahnhofs

Kurzzeitig hatte es bereits ab 1839 im Bereich Schöneberg nördlich der späteren Ringbahntrasse einen Haltepunkt für den Personenverkehr gegeben. Er wurde am 10. November 1839 eröffnet und war nur zu bestimmten Zeiten und für wenige Züge in Betrieb. Bereits im Mai 1841 wurde er wieder geschlossen.
Ende 1871 ging der erste Bauabschnitt der Berliner Ringbahn in Betrieb, der vom Bahnhof Moabit im Norden der Stadt über Gesundbrunnen, Rixdorf nach Schöneberg führte. Kurz vor der Kreuzung mit der Berlin–Potsdamer Stammbahn wurde eine nach Südwesten führende Verbindungskurve zum Bahnhof Schöneberg an der Stammbahn angelegt.
Der Bahnhof Schöneberg lag etwas südwestlich des heutigen Bahnhofs Schöneberg. Er war so angelegt worden, dass Güterzüge von der Potsdamer Strecke problemlos auf die östliche Ringbahn übergehen konnten. Eine direkte Verbindung von der Ringbahn zum Potsdamer Bahnhof war ursprünglich nicht vorgesehen. Allerdings wurde sie bald für die ab 1. Januar 1872 verkehrenden Personenzüge auf der Ringbahn nötig, die im Potsdamer Bahnhof begannen bzw. endeten und in Schöneberg die Fahrtrichtung wechseln mussten.
Im Jahr 1877 wurde die Berliner Ringbahn komplettiert und der Ring geschlossen, dazu wurde die Ringbahn mit einer Brücke über die Stammbahn geführt. Das Umsetzen der Personenzüge im Bahnhof Schöneberg war nicht mehr nötig. Ab 1881 konnten die Ringbahnzüge über die Südringspitzkehre in beiden Fahrtrichtungen zum Potsdamer Bahnhof geführt werden. An den Spitzkehrengleisen entstand in Höhe des heutigen Bahnhofs Julius-Leber-Brücke eine Zwischenstation, die ebenfalls den Namen Schöneberg, später Kolonnenstraße erhielt. Sie war bis zur Schließung der Südringspitzkehre 1944 in Betrieb.
Aus der Zeit des ersten Schöneberger Bahnhofs ist ein denkmalgeschütztes Bahnbeamtenwohnhaus am Werdauer Weg erhalten.

## Berlin Militärbahnhof
Ebenfalls auf Schöneberger Gebiet lag der am 15. Oktober 1875 eröffnete Bahnhof Berlin der Königlich Preußischen Militär-Eisenbahn. Er befand sich zwischen der Kolonnenstraße und der Ringbahn, westlich der Anhalter Bahn. Nach dem Ersten Weltkrieg wurde die Militäreisenbahn formal aufgelöst, der Bahnhof aber weiter bis ca. 1980 als Güterbahnhof genutzt. Der Abriss des im Zweiten Weltkrieg beschädigten ehemaligen Empfangsgebäudes war 1956 abgeschlossen.

## Ringbahnhof Ebersstraße

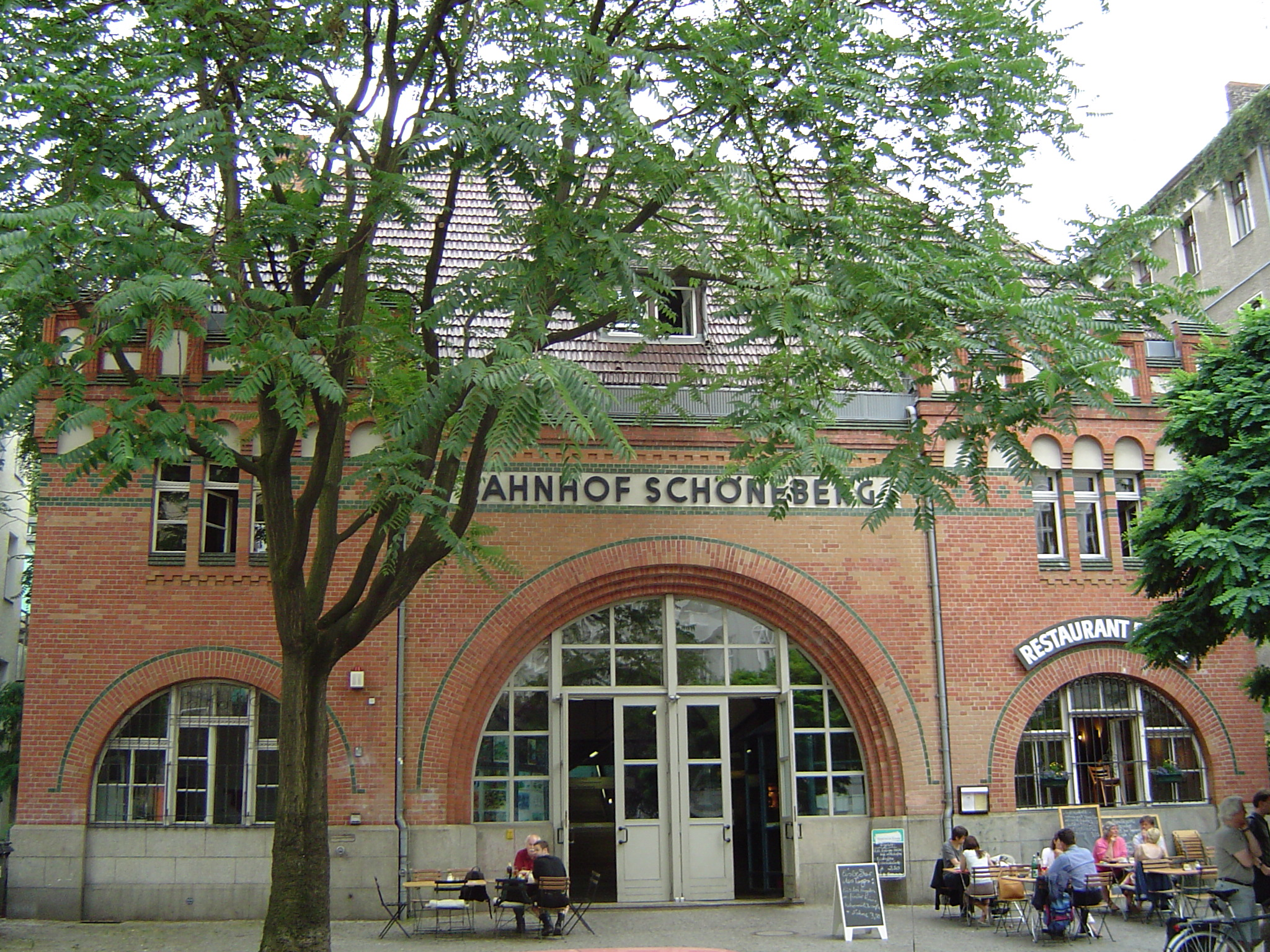
Empfangsgebäude der Ringbahn in der Ebersstraße, 2006

Mit der zunehmenden Bebauung von Schöneberg wurde es nötig, auch an der Ringbahn einen Halt in diesem Bereich einzurichten. Am 1. Mai 1897 ging an der Ringbahn westlich des Schnittpunkts mit der Wannseebahn die Station Ebersstraße in Betrieb. Eine Umsteigemöglichkeit zur nahegelegenen Wannseebahn bestand hier nicht.
Das nach einem Entwurf von Fritz Klingholz ausgeführte Empfangsgebäude entstand auf einem 20 Meter breiten Grundstück, das seitlich von der umliegenden Bebauung und nach hinten von der Futtermauer der Ringbahntrasse begrenzt wurde. Zwischen dem Grundstück und den zu beiden Seiten fünfgeschossigen Gebäuden liegt ein Abstand von je sechs Metern. Das Gebäude nimmt die gesamte Breite in Anspruch. Es ist zur Straße etwas zurückgesetzt, damit ein Vorplatz angelegt werden konnte. Nach hinten besteht Abstand zum Bahnkörper, um die Beleuchtung der Empfangshalle zu verbessern. Rechterhand der Halle befanden sich die Fahrkartenschalter und Toiletten für die Bahnbeamten. Linkerhand waren Diensträume vorgesehen. Die Wohnung des Bahnhofsvorstehers im Obergeschoss legte sich zu drei Seiten um die über beide Geschosse gehende Empfangshalle. Die Fassade des symmetrisch gehaltenen Baus ist verklinkert und lehnt sich optisch an mittelalterliche Torbauten an. Das geziegelte Dach wurde ursprünglich von einem Uhrturm gekrönt. Der Bahnsteig befand sich zu beiden Seiten des Zugangsbauwerks.

## Heutiger Bahnhof Schöneberg

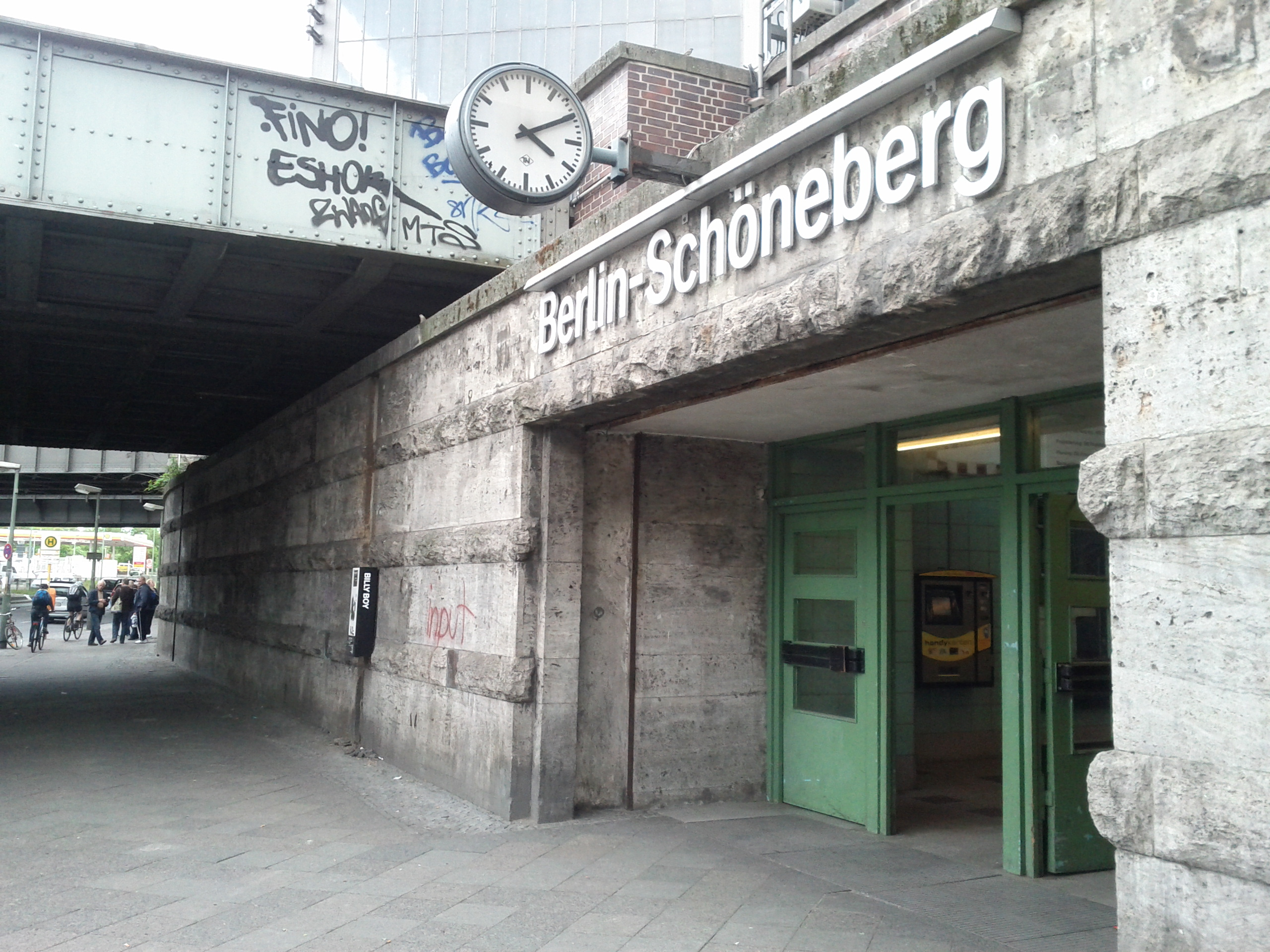
Eingang zum Bahnsteig der Wannseebahn von der Dominicusstraße, 2012

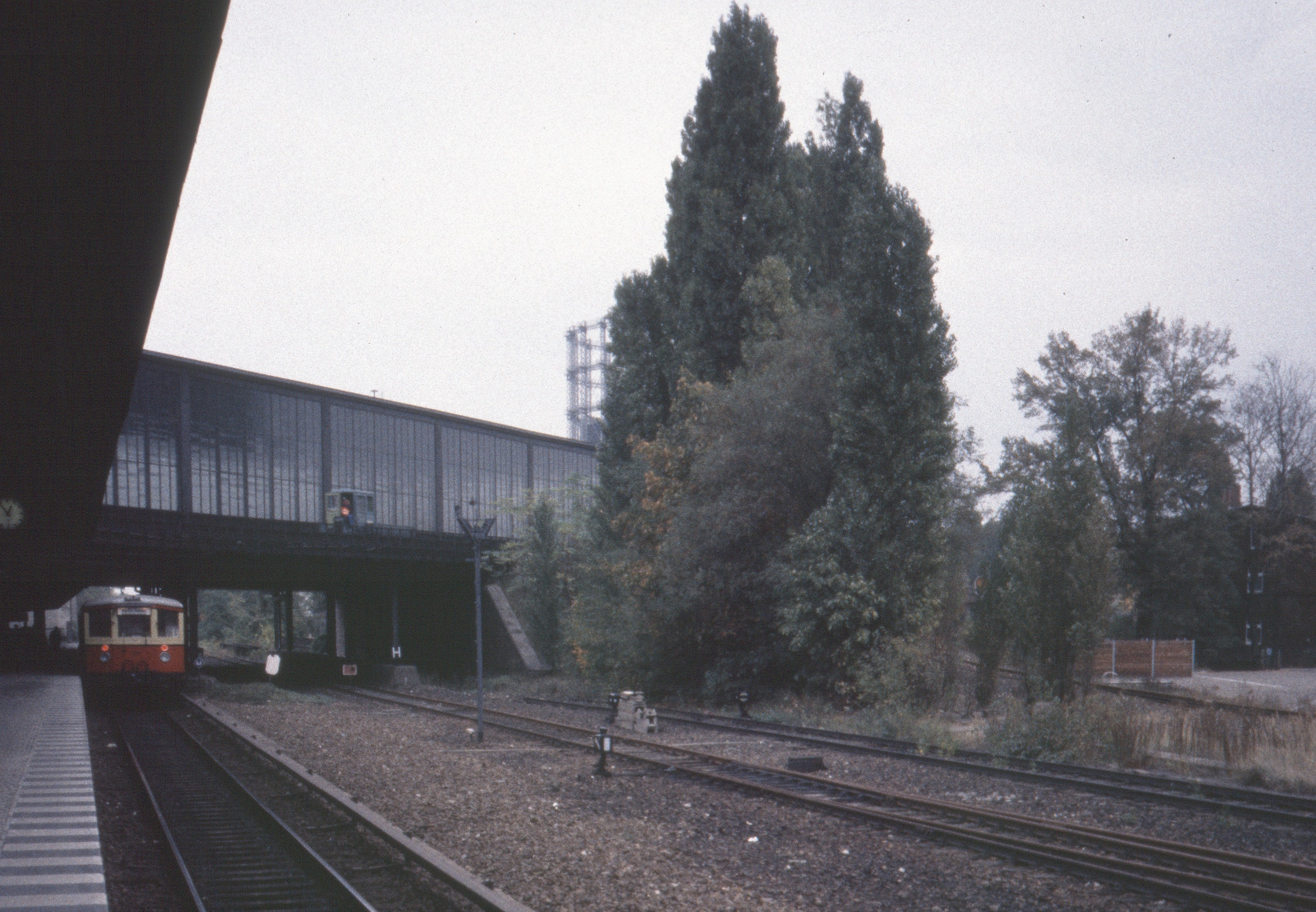
Vorortbahnsteig der Wannseebahn mit Zug der Baureihe 275 der BVG unter der Ringbahnhalle, 1986

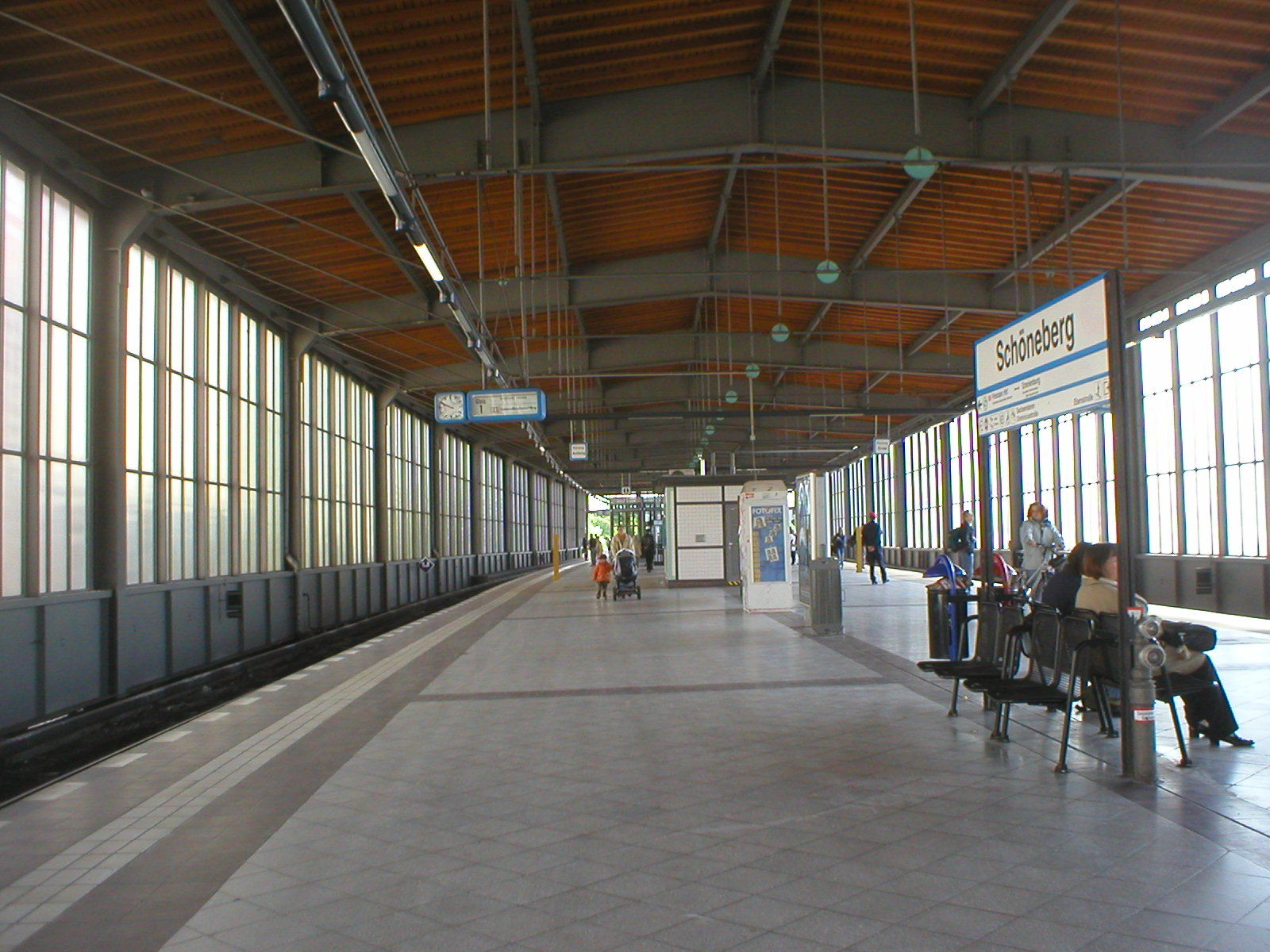
Innenansicht der Ringbahnhalle, 2005

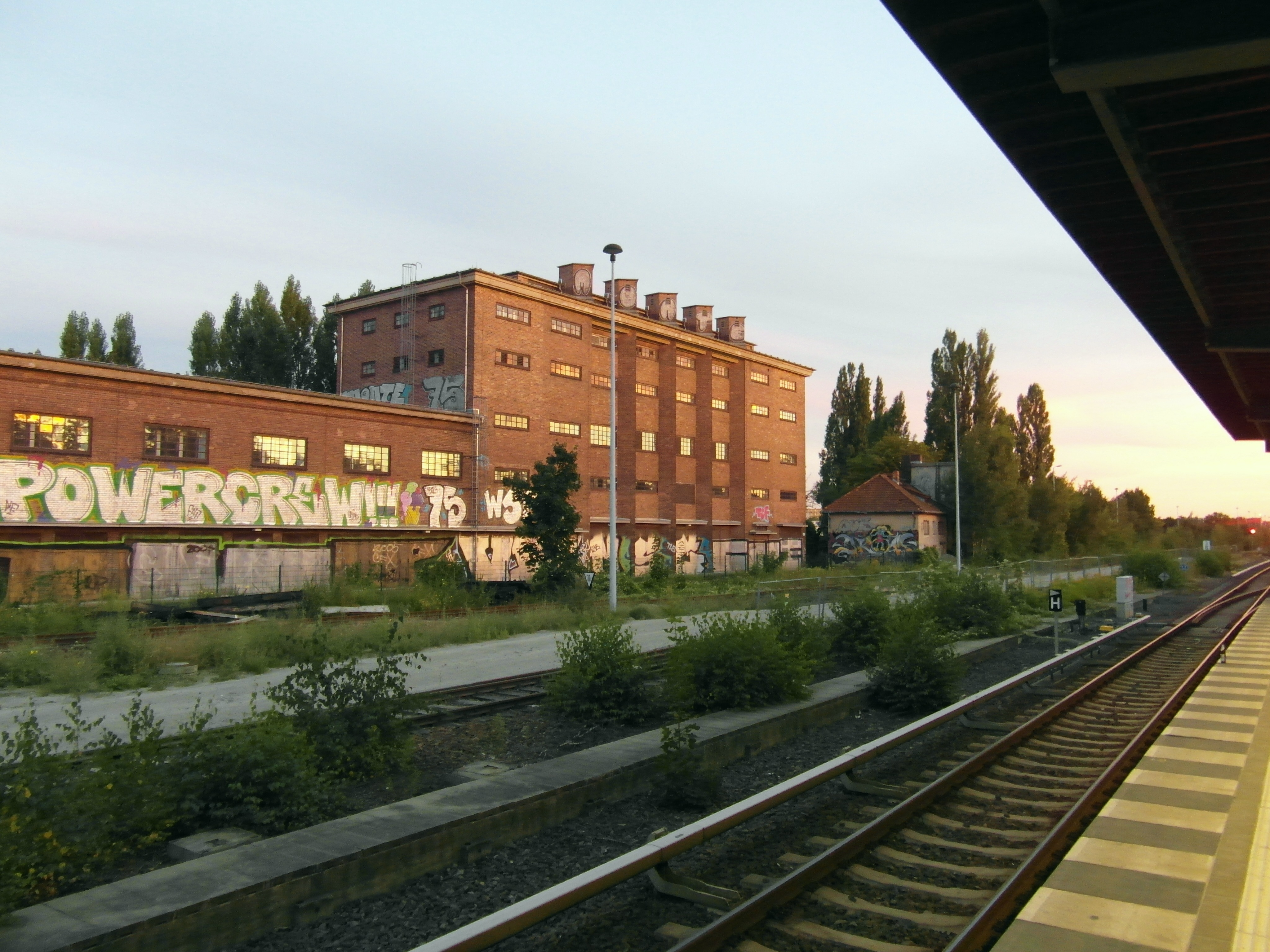
Schalt- und Gleichrichterwerk am Werdauer Weg, 2012

Die Situation änderte sich mit der Elektrifizierung der Wannseebahn in den Jahren 1932–1933. Die Wannseebahn wies als einzige Vorortstrecke keine Umsteigemöglichkeit zur Ringbahn auf. Als Lösung für dieses Problem wurde der Bahnsteig des Bahnhofs Ebersstraße mit Ausnahme seines verklinkerten Empfangsgebäudes und des Treppenaufgangs abgerissen und stattdessen genau im Schnittpunkt von Ringbahn und Wannseebahn ein Turmbahnhof errichtet. Für die Ringbahn, die hier etwas höher liegt, wurde eine verglaste Halle errichtet. Der neue Bahnsteig der Ringbahn entstand deutlich vom alten Bahnsteig versetzt östlich des Zugangs vom alten Empfangsgebäude in der Ebersstraße. Der Bahnhof wurde mit Abschluss der Elektrifizierungsarbeiten an der Wannseebahn unter dem Namen Schöneberg eröffnet, während die früher Schöneberg genannte Station an der Südringspitzkehre im Jahr zuvor schon in Kolonnenstraße umbenannt war.
Bereits 1927/28 entstand neben diesem Bahnhof ein großes Schalt- und Gleichrichterwerk zur Stromversorgung der S-Bahn, 
das von Richard Brademann entworfen wurde.
Den Zweiten Weltkrieg überstand die Anlage weitestgehend unbeschadet, auch der planmäßige Verkehr konnte bald nach der Kapitulation wieder aufgenommen werden. Infolge des Reichsbahnerstreiks von 1980 wurden sowohl die Ring- als auch die Wannseebahn stillgelegt. Erst nach der Übernahme der West-Berliner S-Bahn durch die BVG konnte die Wannseebahn am 1. Februar 1985 wiedereröffnet werden. Der Betrieb auf der Ringbahn folgte dem erst vier Jahre nach der politischen Wende am 17. Dezember 1993.
Zwischen September 2010 und Frühjahr 2012 wurde die Brücke für die Gütergleise der Ringbahn am Bahnhof Schöneberg erneuert. Im Gegensatz zum vorherigen Überbau kam eine stützenlose Stahlfachwerkbrücke zum Einsatz. Die Gütergleise zwischen Tempelhof und Halensee, die seit 2001 wegen der Bauarbeiten am Südkreuz außer Betrieb waren, wurden ab 2013 instand gesetzt und bis 2016 wieder in Betrieb genommen.
Am Ringbahnsteig erfolgt die Zugabfertigung durch den Triebfahrzeugführer mittels Führerraum-Monitor (ZAT-FM). Der Vorortbahnsteig ist als einer von 20 sogenannten Stammbahnhöfen der Berliner S-Bahn mit einer örtlichen Aufsicht besetzt.
Zum Bahnhof Schöneberg bestehen zwei Zugänge, einerseits von der Ebersstraße zum Ringbahnsteig sowie barrierefrei von der Dominicusstraße zur Wannseebahn mit barrierefreiem Übergang zur Ringbahn.

## Anbindung
Der S-Bahnhof ist Kreuzungspunkt der Ringbahn mit der Wannseebahn und als solcher Umsteigepunkt zwischen den S-Bahn-Linien S1, S41, S42 und S46. Er wird auf der Ringbahn durch die Linien S41, S42 und S46 sowie auf der Wannseebahn durch die Linie S1 bedient. Es bestehen darüber hinaus Umsteigemöglichkeiten zu den Omnibuslinien M46 und 248 der Berliner Verkehrsbetriebe.
| Linie | Verlauf | Takt in der HVZ |
| ----- | --- | --------------- |
|       | Oranienburg – Lehnitz – Borgsdorf – Birkenwerder – Hohen Neuendorf – Frohnau – Hermsdorf – Waidmannslust – Wittenau (Wilhelmsruher Damm) – Wilhelmsruh – Schönholz – Wollankstraße – Bornholmer Straße – Gesundbrunnen – Humboldthain – Nordbahnhof – Oranienburger Straße – Friedrichstraße – Brandenburger Tor – Potsdamer Platz – Anhalter Bahnhof – Yorckstraße (Großgörschenstraße) – Julius-Leber-Brücke – Schöneberg – Friedenau – Feuerbachstraße – Rathaus Steglitz – Botanischer Garten – Lichterfelde West – Sundgauer Straße – Zehlendorf – Mexikoplatz – Schlachtensee – Nikolassee – Wannsee \|\| 10 min (Frohnau-Oranienburg: 20 min) |                 |
| ↻ ↺   | Gesundbrunnen – Schönhauser Allee – Prenzlauer Allee – Greifswalder Straße – Landsberger Allee – Storkower Straße – Frankfurter Allee – Ostkreuz – Treptower Park – Sonnenallee – Neukölln – Hermannstraße – Tempelhof – Südkreuz – Schöneberg – Innsbrucker Platz – Bundesplatz – Heidelberger Platz – Hohenzollerndamm – Halensee – Westkreuz – Messe Nord/ZOB – Westend – Jungfernheide – Beusselstraße – Westhafen – Wedding – Gesundbrunnen \|\| 5 min |                 |
|       | Westend – Messe Nord/ZOB – Westkreuz – Halensee – Hohenzollerndamm – Heidelberger Platz – Bundesplatz – Innsbrucker Platz – Schöneberg – Südkreuz – Tempelhof – Hermannstraße – Neukölln – Köllnische Heide – Baumschulenweg – Schöneweide – Johannisthal – Adlershof – Grünau – Eichwalde – Zeuthen – Wildau – Königs Wusterhausen \|\| 20 min |                 |